# Бедфорд (округ, Пенсильвания)
Бедфорд (англ. Bedford County) — округ в штате Пенсильвания, США. Официально образован 9 марта 1771 года. По состоянию на 2010 год, численность населения составляла 49 762 человека.

## География
По данным Бюро переписи США, общая площадь округа равняется 2 634,033 км2, из которых 2 628,853 км2 суша и 3,000 км2 или 0,280 % это водоёмы.

## Население
По данным переписи населения 2000 года в округе проживает 49 984 жителей в составе 19 768 домашних хозяйств и 14 489 семей. Плотность населения составляет 19,00 человек на км2. На территории округа насчитывается 23 529 жилых строений, при плотности застройки около 9,00-ти строений на км2. Расовый состав населения: белые — 98,54 %, афроамериканцы — 0,36 %, коренные американцы (индейцы) — 0,11 %, азиаты — 0,29 %, гавайцы — 0,01 %, представители других рас — 0,16 %, представители двух или более рас — 0,54 %. Испаноязычные составляли 0,53 % населения независимо от расы.
В составе 30,70 % из общего числа домашних хозяйств проживают дети в возрасте до 18 лет, 61,70 % домашних хозяйств представляют собой супружеские пары проживающие вместе, 7,70 % домашних хозяйств представляют собой одиноких женщин без супруга, 26,70 % домашних хозяйств не имеют отношения к семьям, 23,50 % домашних хозяйств состоят из одного человека, 11,50 % домашних хозяйств состоят из престарелых (65 лет и старше), проживающих в одиночестве. Средний размер домашнего хозяйства составляет 2,50 человека, и средний размер семьи 2,95 человека.
Возрастной состав округа: 23,60 % моложе 18 лет, 7,20 % от 18 до 24, 28,10 % от 25 до 44, 24,60 % от 45 до 64 и 24,60 % от 65 и старше. Средний возраст жителя округа 40 лет. На каждые 100 женщин приходится 97,20 мужчин. На каждые 100 женщин старше 18 лет приходится 94,40 мужчин.
Средний доход на домохозяйство в округе составлял 0 USD, на семью — 0 USD. Среднестатистический заработок мужчины был 0 USD против 0 USD для женщины. Доход на душу населения составлял 0 USD. Около 0,00 % семей и 0,00 % общего населения находились ниже черты бедности, в том числе — 0,00 % молодежи (тех, кому ещё не исполнилось 18 лет) и 0,00 % тех, кому было уже больше 65 лет.